# 维莱尔斯勒布耶
维莱尔斯勒布耶（法語：Villers-le-Bouillet，法語發音：[vilɛʁs lə bujɛ]）是比利时瓦隆大区列日省于伊區的一个市镇，通行法语，是比利时法语社群的一部分，人口6,503人（2018年1月1日）。